# Scheune Holtrup 8

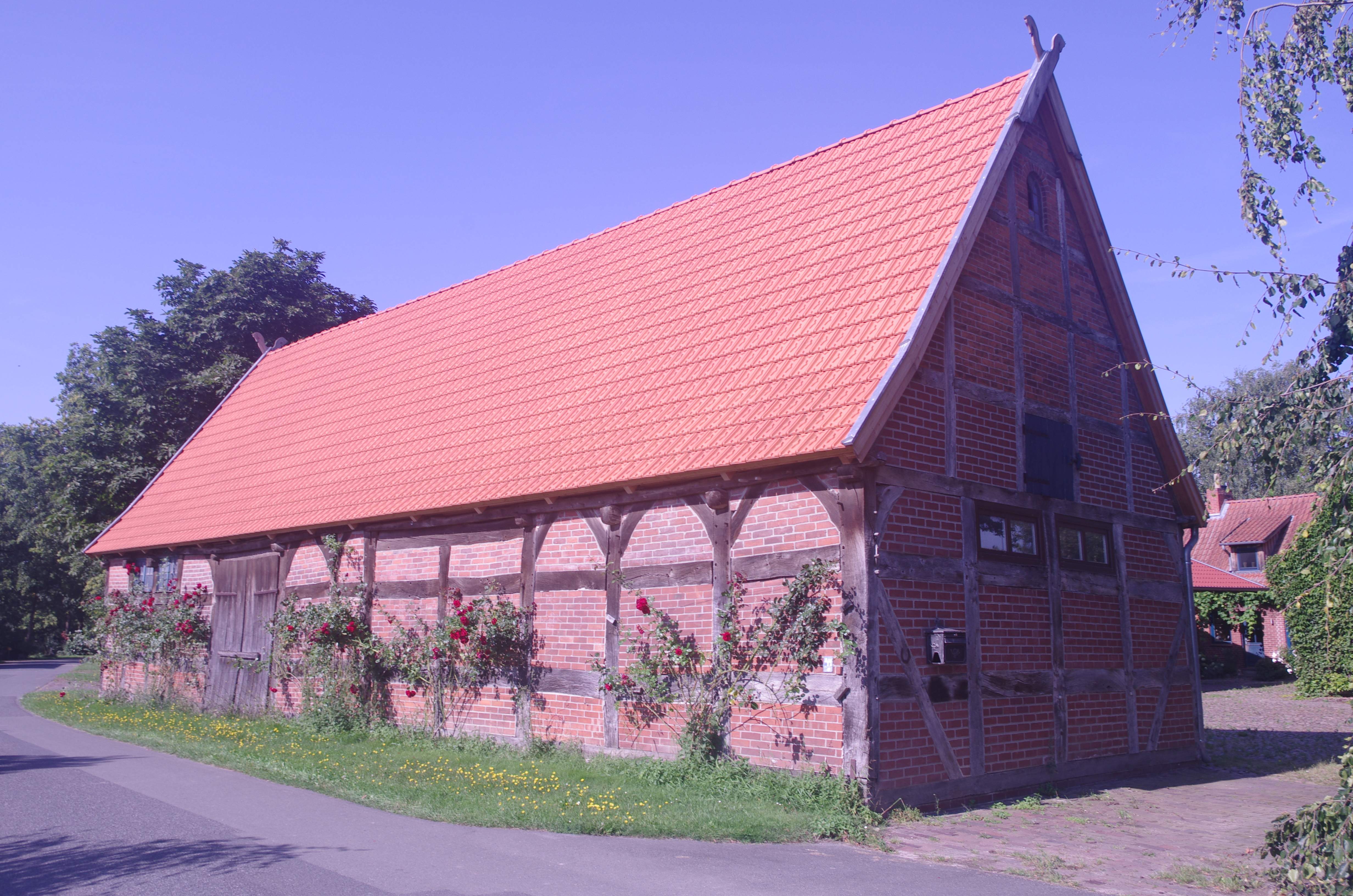
Scheune Holtrup 8

Die Scheune Holtrup 8 in Schweringen-Holtrup in der niedersächsischen Samtgemeinde Grafschaft Hoya stammt vom 18. Jahrhundert.
Aktuell (2023) wird sie landwirtschaftlich genutzt.
Das Gebäude steht unter Denkmalschutz (siehe auch Liste der Baudenkmale in Schweringen).

## Beschreibung
Das eingeschossige Gebäude in Fachwerk mit Steinausfachungen, Quereinfahrt und Satteldach mit Uhlenloch und Pferdeköpfen wurde 1717 (Inschrift) gebaut. Die Scheune ist Teil einer größeren Hofanlage.
Das Landesdenkmalamt befand: „… geschichtliche Bedeutung … als Gefügebau aus dem frühen 18. Jahrhundert …“